# 6 Pułk Strzelców Granicznych
6 Pułk Strzelców Granicznych – jednostka organizacyjna Strzelców Granicznych w II Rzeczypospolitej.

## Formowanie i zmiany organizacyjne
W Biedrusku sformowany został przez Dowództwo Okręgu Generalnego „Poznań” 6 pułk Wojskowej Służby Granicznej. 3 marca 1920 wiceminister spraw wojskowych generał podporucznik Kazimierz Sosnkowski przemianował dotychczasową formację „Wojskowa Straż Graniczna” na „Strzelców Granicznych”, a Dowództwu Strzelców Granicznych podporządkowano samodzielne pułki WSG. Pułk przemianowany został na 6 pułk Strzelców Granicznych. Sztab pułku rozlokował się we Wronkach, natomiast dowództwo 1 dywizjonu w Czarnkowie i 2 dywizjonu w Międzychodzie. W połowie marca 1920 stan pułku wynosił 1880 żołnierzy. Wtedy też otrzymał zadanie zluzować 159 pułk piechoty na odcinku długości około 260 km od styku DOG „Pomorze” do Wolsztyna.
Według „Historii I dywizjonu”:

7 kwietnia 1920 rozkaz dowódcy pułku nr 15 nakazał wydzielenie zalążków do sformowania I dywizjonu ze szwadronu szkolnego z Inowrocławia. Szwadron miał wydzielić 5 oficerów i 40 szeregowców. Dowódcą dywizjony mianowano majora Żeromskiego. Dwa dni później przeniesiono żołnierzy z koszar artyleryjskich do białych koszar przy ulicy Dworcowej. Już 10 kwietnia do koszar przybyła grupa 700 poborowych z PKU Ostrów. Z rekrutów utworzono cztery szwadrony. 19 maja, po przeszkoleniu, dywizjon wymaszerował do Leszna, a jego poszczególne szwadrony rozpoczęły obejmowanie służby granicznej.
Również na początku kwietnia przystąpiono do formowania II dywizjonu. Pełniącym obowiązki dowódcy dywizjonu został etatowy dowódca 5 szwadronu rtm. Andrzejewski. 6 szwadronem dowodził por. Borowik, 7 szwadronem por. Sommer, a 8 – ppor. Kamiński. W kolejnych dniach do koszar meldowali się nowi rekruci. 7 maja dowództwo dywizjonu objął rtm. Lubiak. 20 maja szwadrony batalionu wyruszyły na granicę. Sztab dywizjonu przybył do Ostrowa. Kilka dni później przegrupował się do Odolanowa.
W czerwcu 1920 sztab pułku i I dywizjonu kwaterował już w Lesznie, a dowództwo II dywizjonu w Ostrzeszewie
23 lipca pułk otrzymał zadanie przekazać do 25 lipca ochraniane odcinki granicy pododdziałom 5 pułku Strzelców Granicznych i innym oddziałom ochotniczym, szwadrony I dywizjonu skoncentrować w Lesznie, a II w Ostrowie skąd transportami kolejowymi przewiezione zostaną do Biedruska. Tam nastąpić miała koncentracja całego pułku, a następnie wyjazd na front polsko-bolszewicki.
---
4 listopada 1920 bataliony wartownicze nr 8/VI i 1/VI otrzymały rozkaz zluzowania 6 pułku Strzelców Granicznych. Batalion nr 8/VI przegrupował się z Siedlec do Szczuczyna, a nr 1/VI z Łodzi do Chorzel. W drugiej dekadzie tego miesiąca bataliony osiągnęły nakazane im rejony i przejęły przeznaczone im odcinki graniczne.

## Służba graniczna
27 marca 1920 granicę zachodnią OGen. „Poznań” od granicy OGen. „Pomorze” do okolic Zbąszynia ochraniał jeszcze 159 pułk piechoty. Jego dowództwo stacjonowało wtedy we Wronkach.
na podstawie „historii pułku”:
W drugiej połowie maja I dywizjon pułku rozpoczął obsadzanie granicy z Niemcami na odcinku od Brenna do (wył.) Zdun. Dowództwo 1 szwadronu ppor. Tallen-Wilczewskiego rozlokowane zostało w Zbarzewie, 2 szwadronu por. Podlewskiego w Bojanowie, 3 szwadronu por. Nowickiego w Rawiczu, 4 szwadronu ppor. Giżyńskiego w Jutrosinie. Szwadrony I dywizjonu do 20 czerwca 1920 zatrzymały 93 przemytników.
II dywizjon przegrupował się w rejon Ostrowa, by 21 czerwca udać się  na granicę. Dywizjon luzował 159 Bytomski pułk piechoty od Zdun do Siemianic.
9 grudnia 1920 pułk otrzymał zadanie przekazać ochronę granicy państwowej na odcinku I dywizjonu pododdziałom 6/I batalionu wartowniczego z Osowca.
Wydarzenia
- 4 czerwca 1920 strzelec Feliks Milosz z 4 szwadronu zastrzelił przypadkowo strzelca Stanisława Jeruzalma[5].
- 10 czerwca na odcinku II dywizjonu nastąpiła regulacja linii granicznej. Przekazano folwark Maliers, a przyłączono do Polski wsie: Niwki, Katy i Zbyczyn[12].
- 15 czerwca został aresztowany za nadużycia komendant wartowni Bogdaj kpr. Szczepaniak[12].
- 19 czerwca 1920 strzelcy Idzi Osada i Szczepan Magnuski z 2 szwadronu przeszli przypadkowo granicę. Interweniujący niemiecki żandarm, chcąc aresztować żołnierzy, przystawił pistolet do skroni jednego z nich. Drugi żołnierz zastrzelił żandarma[5].
- 22 czerwca na odcinku 5 szwadronu, w walce z przemytnikami, został ciężko ranny strzelec Klabecki[12].

## Żołnierze pułku
Dowódcy pułku
- płk Sergiusz Bogucki[e] (od 25 II 1920[14])

Obsada personalna pułku w listopadzie 1920
dowódca pułku – płk Sergiusz Bogucki
- dowódca I dywizjonu – mjr Józef Liwo
  - adiutant dywizjonu – ppor. Henryk Kostiha
  - dowódca 1 szwadronu – por. Marcin Nowicki
  - dowódca 2 szwadronu – por. Józef Podleski
  - dowódca 3 szwadronu – por. Włodzimierz Somański
  - dowódca 4 szwadronu – por. Józef Borewicz
  - dowódca szwadronu karabinów maszynowych – ppor. Stanisław Giżyński
- dowódca II dywizjonu – mjr Romuald Kubiak
  - dowódca 5 szwadronu – rtm. Walerian Andrzejewski
  - dowódca 6 szwadronu – rtm. Michał Wojtasiewicz
  - dowódca 7 szwadronu – rtm. Małachowski
  - dowódca 8 szwadronu – rtm. Piotr Koczerzewski
- pozostali oficerowie
  - ppor piech. Władysław Portykowski[16]

## Struktura organizacyjna pułku
| Rozmieszczenie 6 pStG w Lesznie na dzień 26 czerwca 1920 | Rozmieszczenie 6 pStG w Lesznie na dzień 26 czerwca 1920 | Rozmieszczenie 6 pStG w Lesznie na dzień 26 czerwca 1920 | Rozmieszczenie 6 pStG w Lesznie na dzień 26 czerwca 1920 | Rozmieszczenie 6 pStG w Lesznie na dzień 26 czerwca 1920 | Rozmieszczenie 6 pStG w Lesznie na dzień 26 czerwca 1920 | Rozmieszczenie 6 pStG w Lesznie na dzień 26 czerwca 1920 | Rozmieszczenie 6 pStG w Lesznie na dzień 26 czerwca 1920 | Rozmieszczenie 6 pStG w Lesznie na dzień 26 czerwca 1920 |
| I/6 pStG w Lesznie                                       | I/6 pStG w Lesznie                                       | I/6 pStG w Lesznie                                       | I/6 pStG w Lesznie                                       | I/6 pStG w Lesznie                                       | II/6 pStG w Ostrzeszowie                                 | II/6 pStG w Ostrzeszowie                                 | II/6 pStG w Ostrzeszowie                                 | II/6 pStG w Ostrzeszowie                                 |
| szwadron                                                 | 1. Zbarzewo                                              | 2. Bojanowo                                              | 3. Rawicz                                                | 4. Jutrosin                                              | 5. Raczyce                                               | 6. Pawłowo                                               | 7. Trębaczów                                             | 8. Duży Buczek                                           |
| -------------------------------------------------------- | -------------------------------------------------------- | -------------------------------------------------------- | -------------------------------------------------------- | -------------------------------------------------------- | -------------------------------------------------------- | -------------------------------------------------------- | -------------------------------------------------------- | -------------------------------------------------------- |
| placówka                                                 | Niewodnik                                                | Tarnowo                                                  | Biały Kał                                                | Bonowo                                                   |                                                          |                                                          |                                                          |                                                          |
| placówka                                                 | Przybyszewo                                              | Gabel                                                    | Zaorle                                                   | Jeziora                                                  |                                                          |                                                          |                                                          |                                                          |
| placówka                                                 | Leśniczówka                                              | Karshof                                                  | Ostoje                                                   | Janowo                                                   |                                                          |                                                          |                                                          |                                                          |
| placówka                                                 | Dębowa Łąka                                              | Bersoborf                                                | Wydawa                                                   | Wielki Bór I                                             |                                                          |                                                          |                                                          |                                                          |
| placówka                                                 | Niechód                                                  | Stacja                                                   | Żakta                                                    | Bismarkhof                                               |                                                          |                                                          |                                                          |                                                          |
| placówka                                                 | Lasownik                                                 | Gołaszyn                                                 | Zielony Jeleń                                            | Wielki Bór II                                            |                                                          |                                                          |                                                          |                                                          |
| placówka                                                 | Leśniczówka                                              | Trybusz                                                  | Danne I                                                  | Grungwald                                                |                                                          |                                                          |                                                          |                                                          |
| placówka                                                 | Leśniczówka                                              | Pakówka                                                  | Christianka                                              | Ruda                                                     |                                                          |                                                          |                                                          |                                                          |
| placówka                                                 | Leśniczówka                                              | Izbice                                                   | Danne II                                                 | Rotth                                                    |                                                          |                                                          |                                                          |                                                          |
| placówka                                                 | Zaborowo                                                 | Szktce                                                   | Woninbow                                                 |                                                          |                                                          |                                                          |                                                          |                                                          |
| placówka                                                 | Brenno                                                   | Buchweder                                                | Polne Nlgut                                              |                                                          |                                                          |                                                          |                                                          |                                                          |
| placówka                                                 | Massel                                                   |                                                          |                                                          |                                                          |                                                          |                                                          |                                                          |                                                          |

| Rozmieszczenie 6 pStG w Chorzelach na dzień 23 września 1920 | Rozmieszczenie 6 pStG w Chorzelach na dzień 23 września 1920 | Rozmieszczenie 6 pStG w Chorzelach na dzień 23 września 1920 | Rozmieszczenie 6 pStG w Chorzelach na dzień 23 września 1920 | Rozmieszczenie 6 pStG w Chorzelach na dzień 23 września 1920 | Rozmieszczenie 6 pStG w Chorzelach na dzień 23 września 1920 | Rozmieszczenie 6 pStG w Chorzelach na dzień 23 września 1920 | Rozmieszczenie 6 pStG w Chorzelach na dzień 23 września 1920 | Rozmieszczenie 6 pStG w Chorzelach na dzień 23 września 1920 |
| I/ 6 pStG w Grajewie                                         | I/ 6 pStG w Grajewie                                         | I/ 6 pStG w Grajewie                                         | I/ 6 pStG w Grajewie                                         | I/ 6 pStG w Grajewie                                         | II/ 6 pStG w Chorzelach                                      | II/ 6 pStG w Chorzelach                                      | II/ 6 pStG w Chorzelach                                      | II/ 6 pStG w Chorzelach                                      |
| szwadron                                                     | 1. Reszki                                                    | 2. Bogusze                                                   | 3. Szczuczyn                                                 | 4. Lachowo                                                   | 5. Leman                                                     | 6. Myszyniec                                                 | 7. Bagienice                                                 | 8. Krajewo                                                   |
| ------------------------------------------------------------ | ------------------------------------------------------------ | ------------------------------------------------------------ | ------------------------------------------------------------ | ------------------------------------------------------------ | ------------------------------------------------------------ | ------------------------------------------------------------ | ------------------------------------------------------------ | ------------------------------------------------------------ |
| placówka                                                     | Lipówka                                                      | Tworki                                                       | Niedźwiadna                                                  | Tworki                                                       |                                                              |                                                              |                                                              |                                                              |
| placówka                                                     | Korytki                                                      | Przestrzele                                                  | Czarnówek                                                    | Glinki                                                       |                                                              |                                                              |                                                              |                                                              |
| placówka                                                     | Rutki                                                        | Rydzewo                                                      | Rakowo                                                       | Patory-Truszki                                               |                                                              |                                                              |                                                              |                                                              |
| placówka                                                     | Reszki                                                       | Bogusze                                                      | Zacieczki                                                    | Kiełcze-Kopki                                                |                                                              |                                                              |                                                              |                                                              |
| placówka                                                     |                                                              |                                                              | Cyprki                                                       | Brzózki                                                      |                                                              |                                                              |                                                              |                                                              |
| placówka                                                     |                                                              |                                                              | Tarachy                                                      | Filipki Małe                                                 |                                                              |                                                              |                                                              |                                                              |
| placówka                                                     |                                                              |                                                              | Mikrucie                                                     | Brzozowo                                                     |                                                              |                                                              |                                                              |                                                              |
| placówka                                                     |                                                              |                                                              |                                                              | Bialiki                                                      |                                                              |                                                              |                                                              |                                                              |

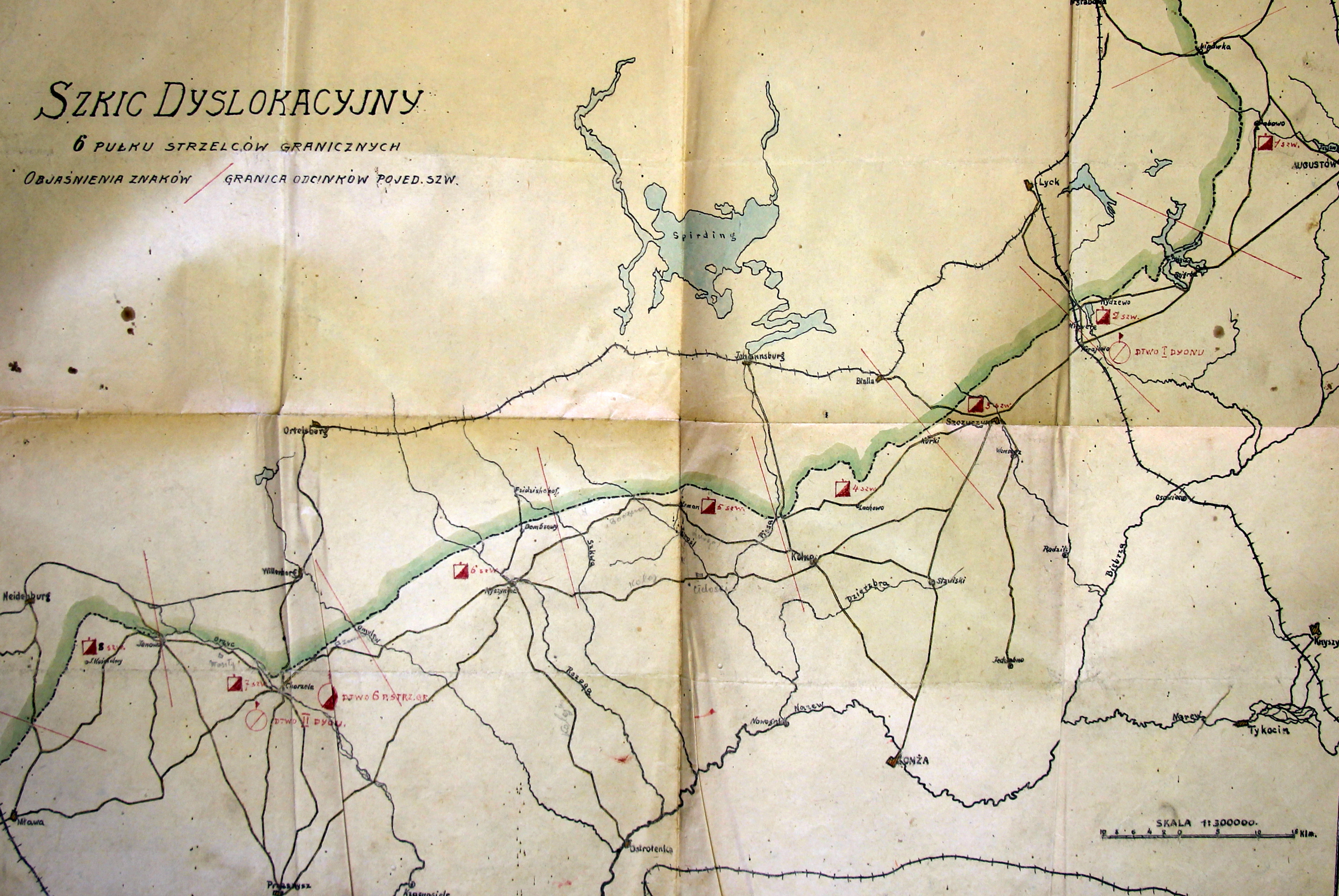
Rozmieszczenie 6 pułk Strzelców Granicznych we wrześniu 1920

Szwadron karabinów maszynowych I dywizjonu stacjonował w Grajewie